# Bischofsheim (Hesja)
Bischofsheim – gmina w Niemczech, w kraju związkowym Hesja, w rejencji Darmstadt, w powiecie Groß-Gerau.
Miejscowość obsługuje stacja kolejowa Mainz-Bischofsheim.

## Współpraca
- Dzierżoniów, Polska
- Crewe and Nantwich, Wielka Brytania